# Йозеф Гейнц
Йозеф Гейнц (старший) (нім. Joseph Heintz der Ältere; хрещений 11 червня 1564, Базель — 15 жовтня 1609, Прага) — швейцарський художник.

## Життєпис
Вивчав живопис в Базелі, його вчителем імовірно був Ганс Бок. У 1584—1589 роках жив і працював в Римі (за винятком 1587—1588 років, проведених у Венеції). З 1591 року жив у Празі, в званні придворного живописця імператора Священної Римської імперії Рудольфа II. З 1598 по 1609 знаходився поперемінно в Празі і в Аугсбурзі. В Аугсбурзі також працював архітектором, розробляючи екстер'єр (фасад) Збройового будинку (Augsburger Zeughaus), що будувався в цьому місті в стилі бароко. У 1602 році імператор подарував йому дворянське звання.
Крім робіт в Аугсбурзі, збереглися фрески пензля Й. Гейнца в базельському Будинку танців (Haus zum Tanz). Малюючи в Римі, він спочатку був відомий як копіїст, потім писав за власними сюжетами, поступово переходячи до маньєризмського стилю. Картини Й. Гейнца присвячені головним чином міфологічним, алегоричним і релігійним мотивам. Збереглося близько 50 його полотен і приблизно 100 ескізів і малюнків.
Син живописця, Йозеф Гейнц Молодший (1600—1678), був також відомим художником, який жив і працював в основному в Венеції.

## Галерея

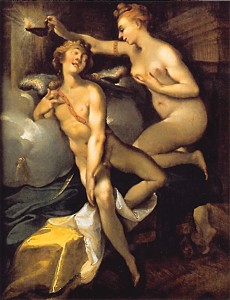
Амур и Психея
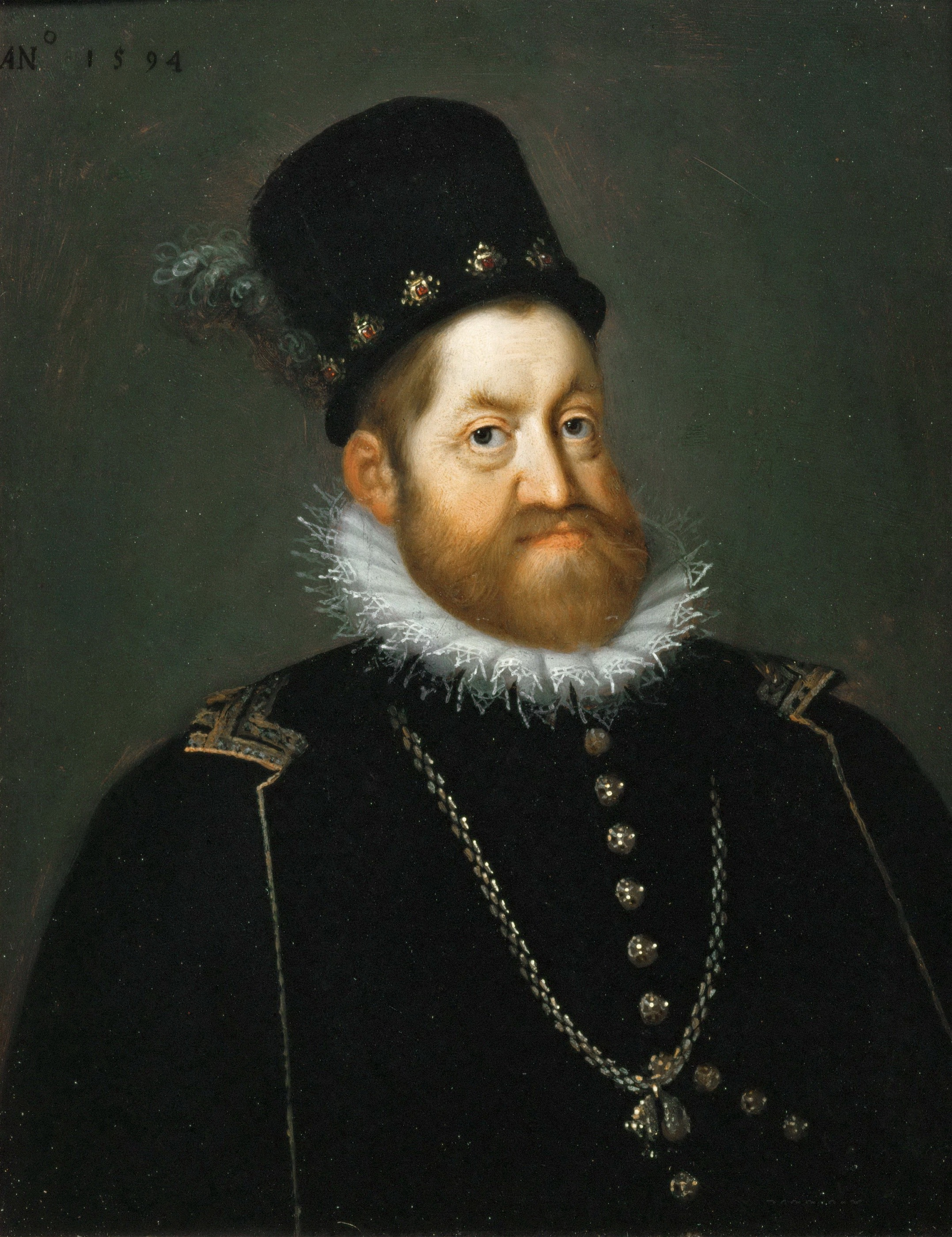
Портрет імператора Рудольфа II
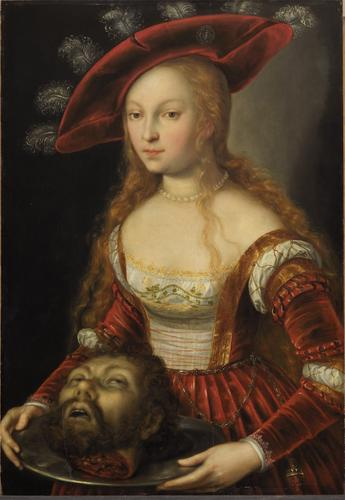
Соломія з головою Іоанна Хрестителя (1600-1605)
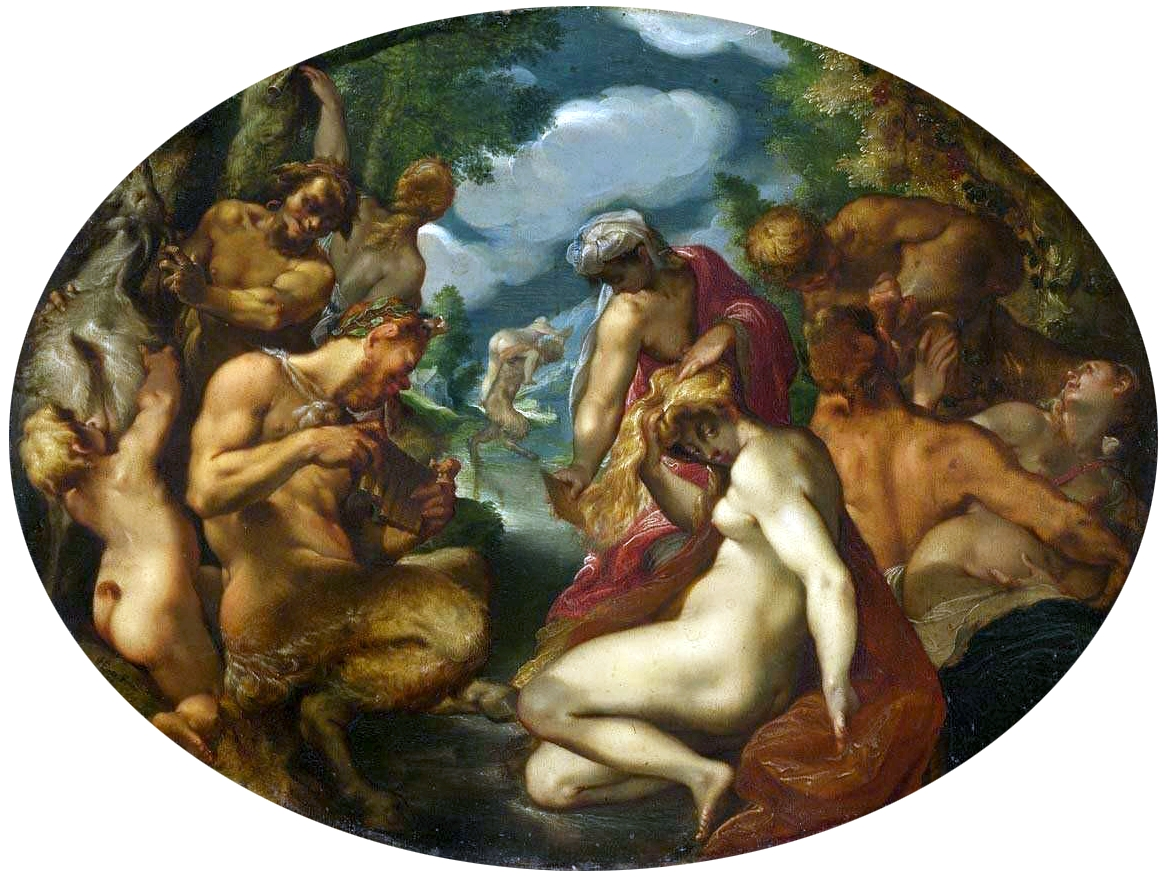
Сатурн и німфи (1599)
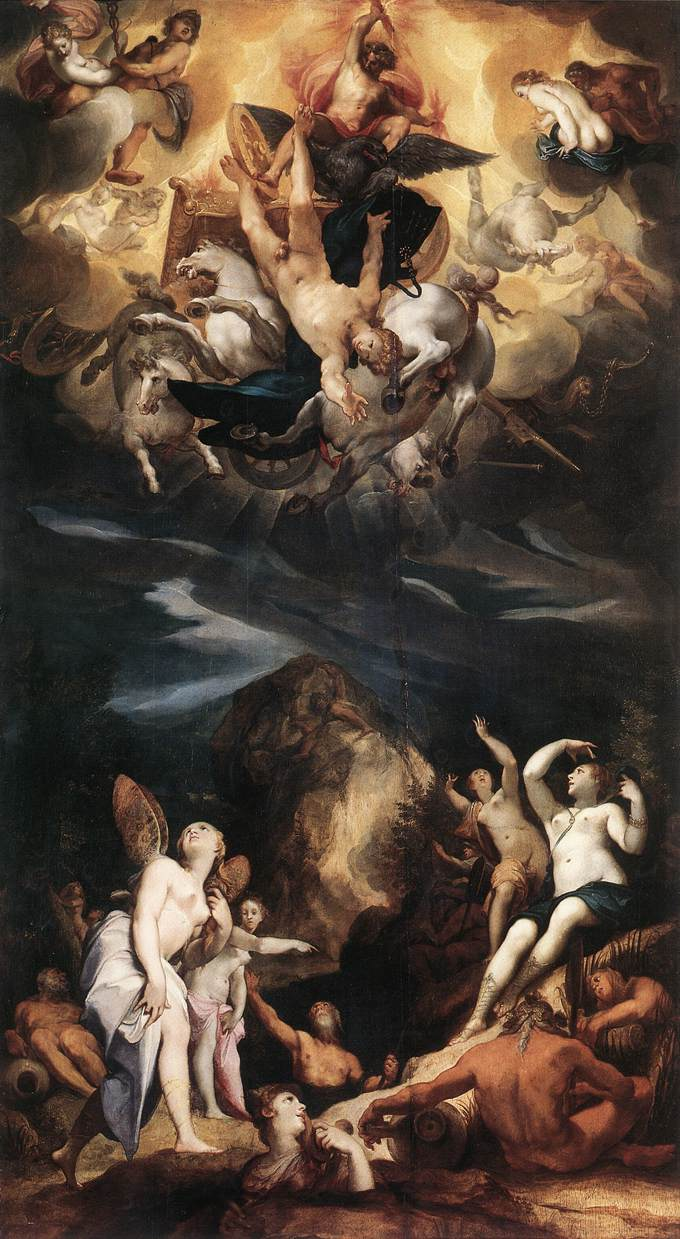
Падіння Фаетону (1596)
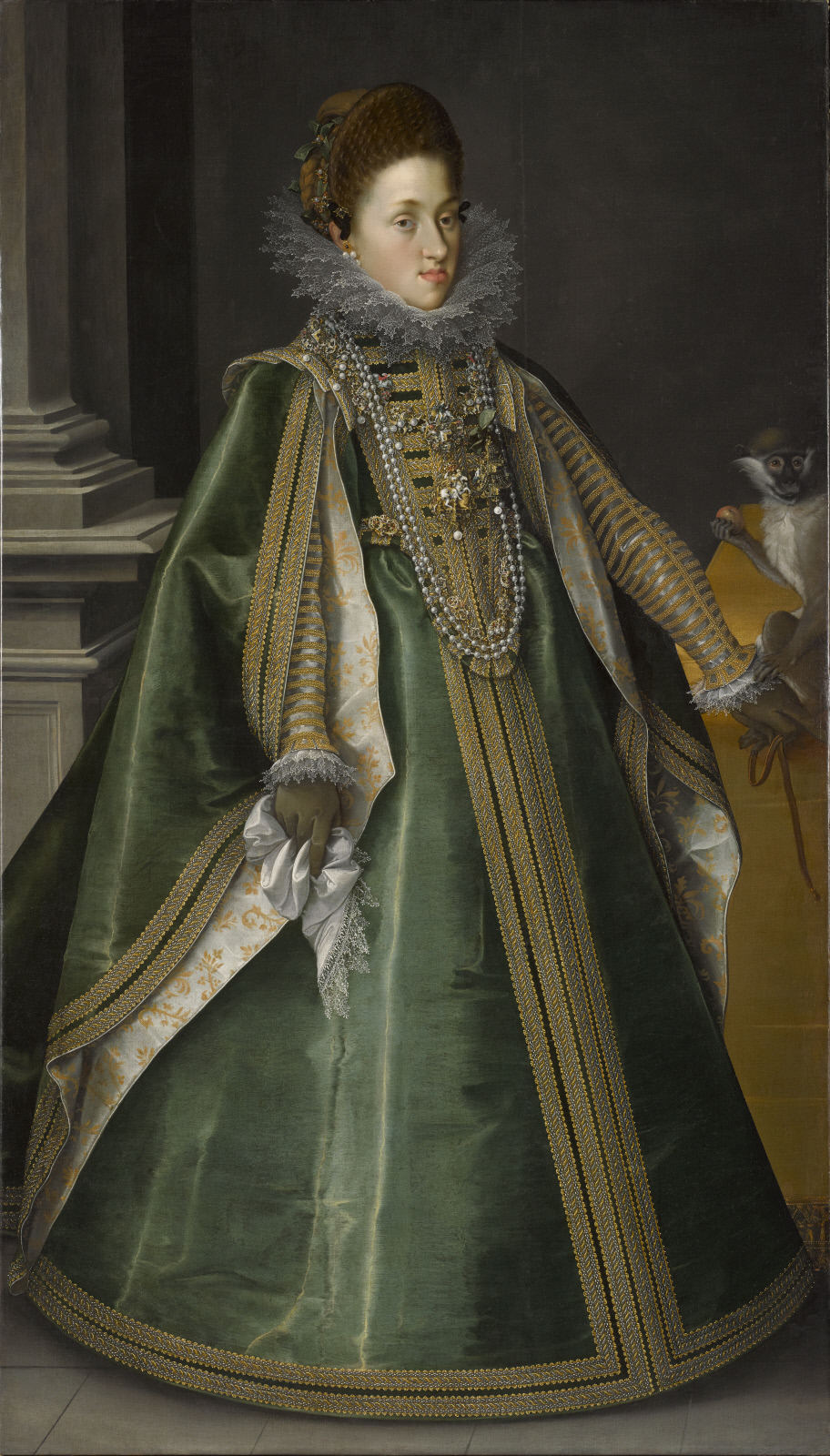
Портрет ерцгерцогині Констанції (1604)
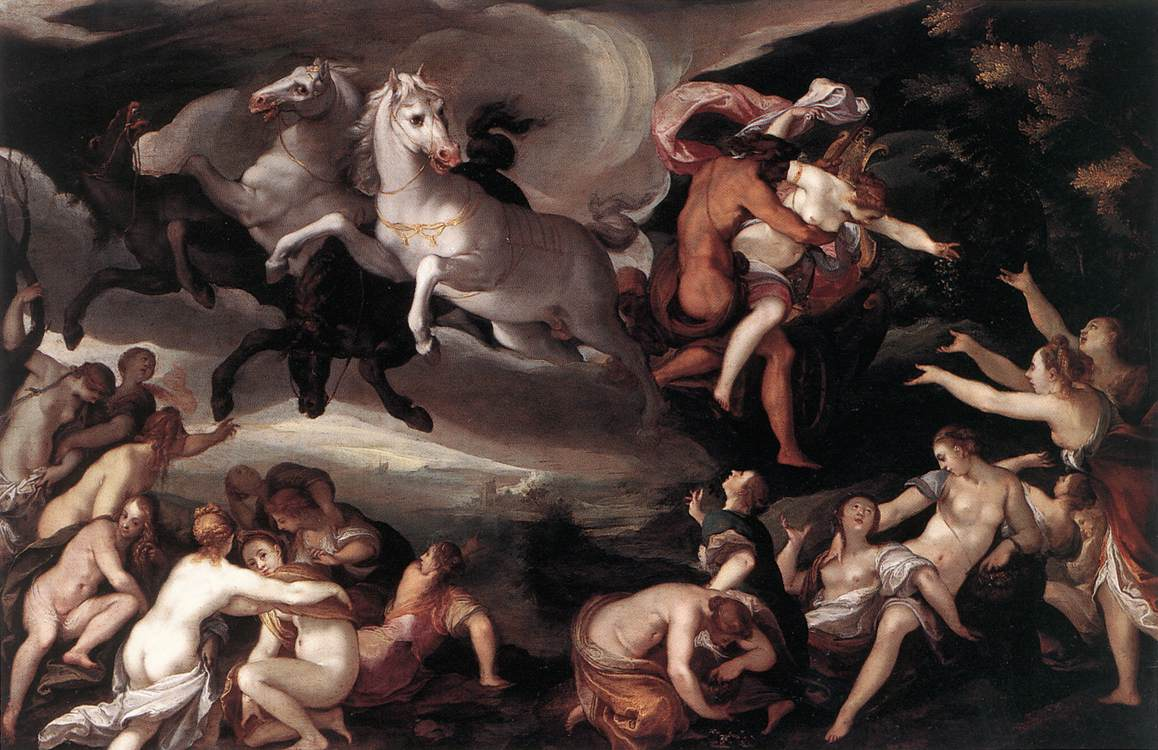
Викрадення Прозерпіни (1595)
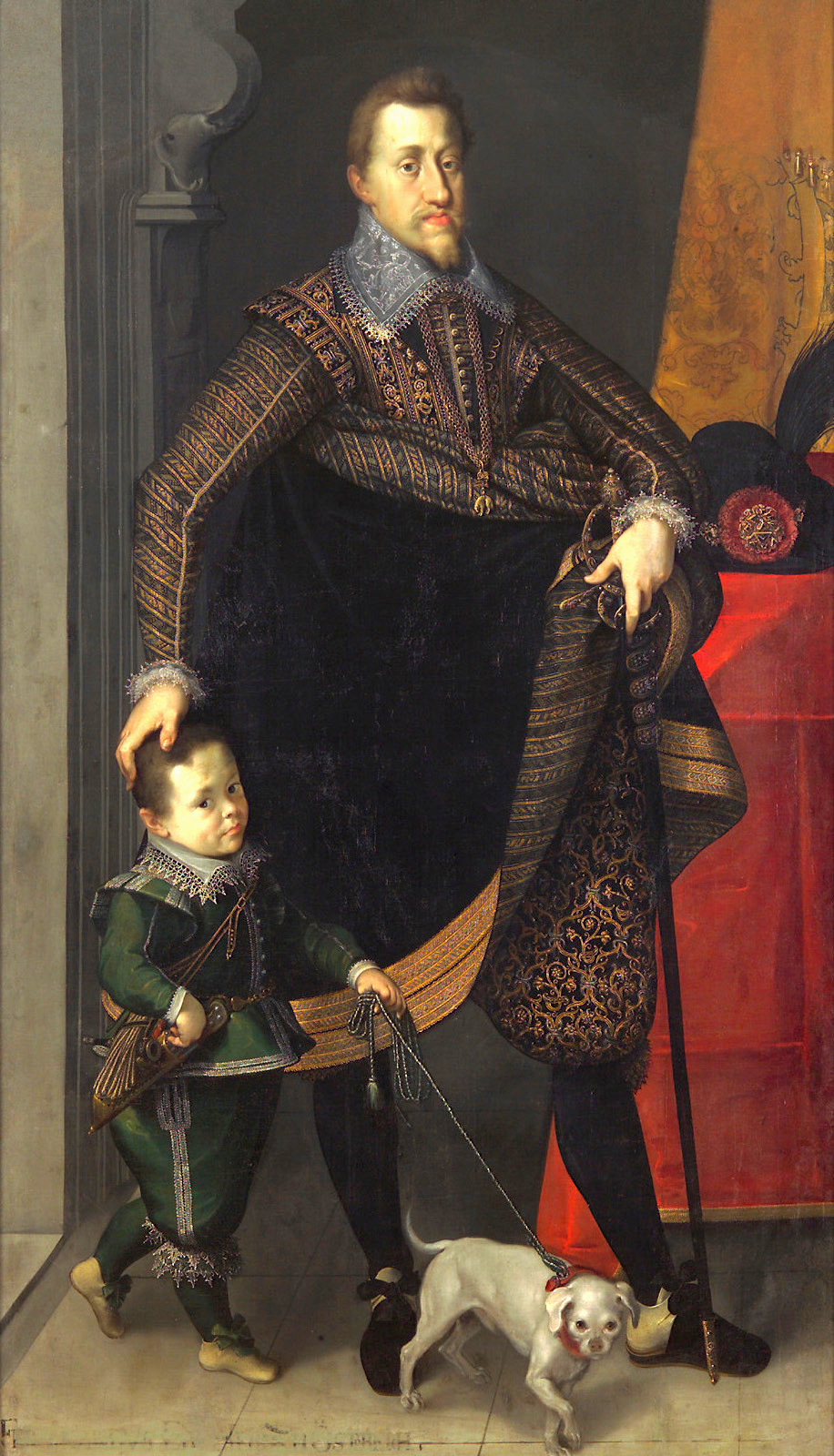
Портрет імператора Фердинанда II з гофро-карликом (1604)
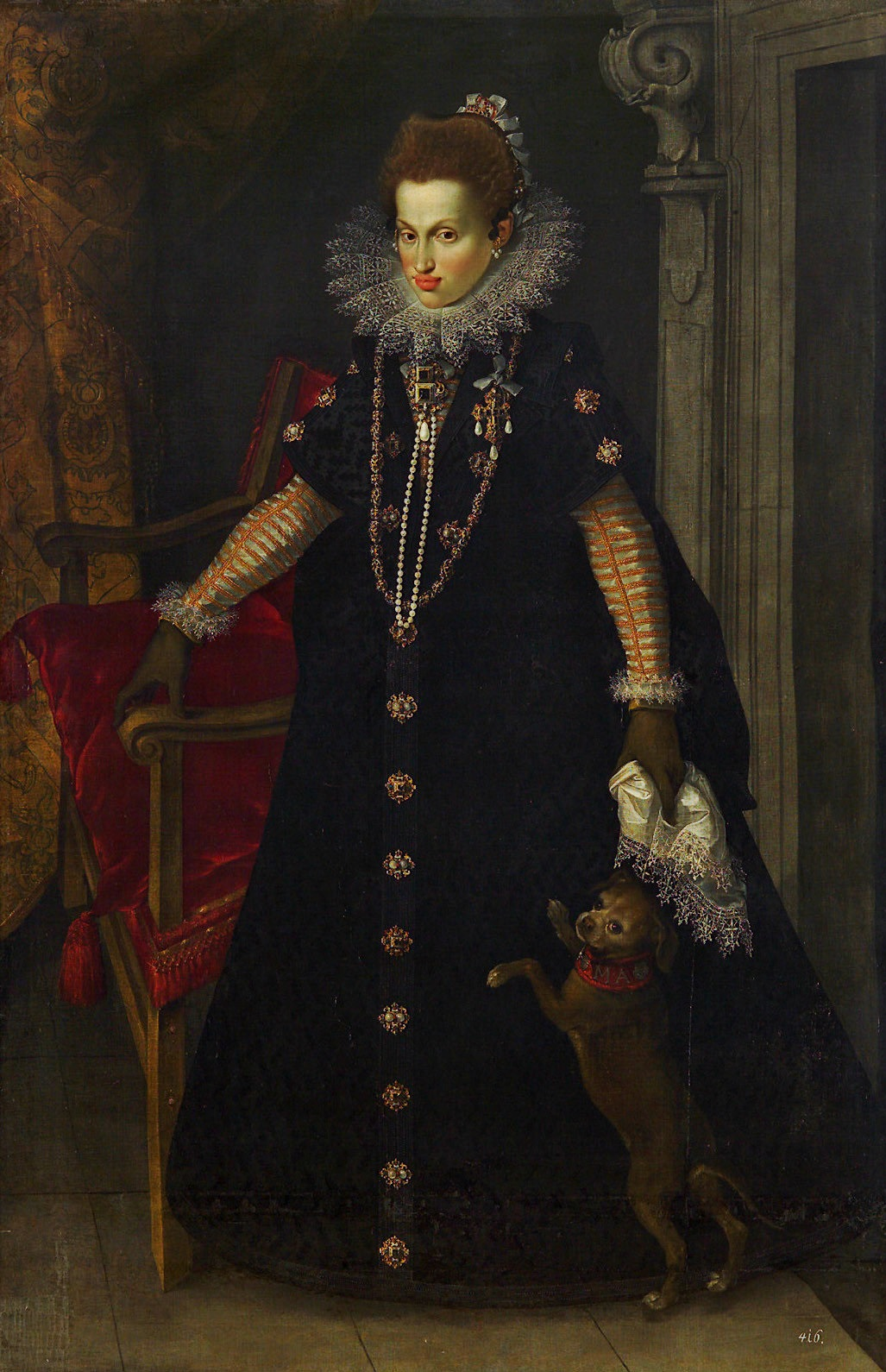
Портрет ерцгерцогині Марії Анни з собакою (1604).